# Pactolinus saginatus
Pactolinus saginatus är en skalbaggsart som först beskrevs av Lewis 1899.  Pactolinus saginatus ingår i släktet Pactolinus och familjen stumpbaggar. Inga underarter finns listade i Catalogue of Life.